# آراتا سوگییاما
آراتا سوگییاما (انگلیسی: Arata Sugiyama؛ زادهٔ ۲۵ ژوئیهٔ ۱۹۸۰) بازیکن فوتبال اهل ژاپن است.
از باشگاه‌هایی که در آن بازی کرده‌است می‌توان به باشگاه فوتبال کاشیوا ریسول اشاره کرد.